# Aeropuerto de Oslo-Fornebu
El Aeropuerto de Oslo-Fornebu (en noruego: Oslo lufthavn, Fornebu) (IATA: FBU, OACI: ENFB) fue un aeropuerto de Noruega, que se habilitó en 1939, después de que el aeropuerto de Gressholmen (mar) y el aeropuerto de Kjeller (tierra) hubiesen atendido a Oslo como sus aeropuertos.
Sin embargo, en los años 1980 el aeropuerto comenzó a experimentar graves problemas de capacidad debido a la falta de slots disponibles por las mañanas y en las horas punta de la tarde. Esto hizo imposible el formar parte activa del mercado aéreo tras la desregulación, puesto que potenciales aerolíneas no tendrían acceso al aeropuerto de Fornebu.
Como el aeropuerto de Fornebu fue construido en una península, no se podía construir una nueva pista por los problemas de espacio presentes. Este aeropuerto además carecía de transporte público, al no contar con tren ligero o vía de ferrocarril al aeropuerto. Estaba localizado muy próximo al centro de la ciudad y al lado de una zona residencial, causando numerosos problemas de contaminación acústica.
Había muchas localizaciones posibles para el nuevo aeropuerto principal de Oslo, destacando Hobøl, Hurum, Kroer, Ås y Gardermoen. Aunque el proceso político sobre la localización del aeropuerto comenzó en los años 1950, la primera decisión en firme sobre la ubicación del nuevo aeropuerto no llegó hasta 1988 cuando se decidió construir un aeropuerto en Hurum. Pero las condiciones meteorológicas demostraron que era muy frecuente la presencia de fuertes nieblas y la decisión fue suprimida.
El 8 de octubre de 1992, el Parlamento noruego tomó la decisión final de construir el nuevo aeropuerto en Gardermoen. Fue cerrado finalmente el 8 de octubre de 1998.
- Datos: Q76269
- Multimedia: Oslo Airport, Fornebu / Q76269